# خوانلو سانچز
خوان لوئیس سانچز ولاسکو (انگلیسی: Juanlu Sánchez؛ زادهٔ ۱۵ اوت ۲۰۰۳) بازیکن فوتبال اهل اسپانیا است.
وی همچنین در تیم‌های ملی فوتبال زیر ۱۶ سال اسپانیا، زیر ۱۷ سال اسپانیا، زیر ۱۸ سال اسپانیا و زیر ۱۹ سال اسپانیا بازی کرده‌است.